# Dodo (Automarke)

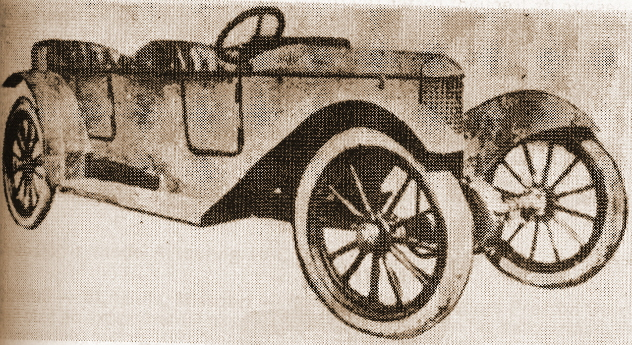
Dodo Cyclecar (1912)

Dodo war eine US-amerikanische Automarke. Konstrukteur der Wagen war Karl Probst, der später auch maßgeblich an der Entwicklung des Jeeps beteiligt war. Die Auto Parts Manufacturing Company in Detroit (Michigan) baute 1912 zwei Prototypen für Probst.

## Modelle
Das Modell gilt als eines der ersten US-amerikanischen Cyclecars. Der Wagen war als Tandemsitzer (zwei hintereinander liegende Sitze) ausgelegt und hatte einen Radstand von 2540 mm und eine Spurweite von 1422 mm. In der Serie sollte diese Spurweite auf 965 mm reduziert werden. Angetrieben wurde der Wagen durch einen luftgekühlten V2-Motor, der eine Leistung von 9 bhp (6,6 kW) entwickelte. Die technische Besonderheit aber war sein Frontantrieb.
Es kam nie zu einer Serienproduktion, da sich Probst nach dem Bau der Prototypen von Auto Parts Manufacturing trennte und sich anderen Projekten zuwandte. Dennoch stellt dieses Modell auf Grund seines damals sehr unüblichen Frontantriebs einen Meilenstein der US-amerikanischen Automobilgeschichte dar.
| Modell   | Bauzeitraum | Zylinder | Leistung       | Radstand | Aufbauten                 |
| -------- | ----------- | -------- | -------------- | -------- | ------------------------- |
| Cyclecar | 1912        | 2 V      | 9 bhp (6,6 kW) | 2540 mm  | Roadster 2 Sitze (Tandem) |